# Peel River (Mackenzie River)
Der Peel River ist ein 464 km (684 km einschließlich Quellfluss Ogilvie River) langer Nebenfluss des Mackenzie River im Yukon und in den Nordwest-Territorien in Kanada. Im Yukon-Territorium hat der Fluss noch den alternativen Namen Teetl'it Gwinjik.

## Flusslauf
Seine Quellflüsse, Ogilvie River und Blackstone River, entspringen in den Ogilvie Mountains im zentralen Yukon. Diese vereinigen sich im Porcupine Plateau. Der Peel River fließt in östlicher Richtung und nimmt dabei den rechten Nebenfluss Hart River auf. Anschließend durchfließt der Peel River den Aberdeen Canyon (⊙), eine Schlucht mit starken Stromschnellen (Schwierigkeitsgrad IV–VI), welche am südlichen Ende der Richardson Mountains liegt. Weiter flussabwärts, im Bereich des Peel Plateau treffen der Wind River, Bonnet Plume River und Snake River von rechts auf den Peel River. Danach ändert der Peel River seine Richtung nach Norden.
Der Dempster Highway kreuzt den Peel River bei Fort McPherson, der einzigen Gemeinde an seinen Ufern. Im Sommer ist hier eine Fähre in Betrieb, im Winter rollt der Verkehr über eine Eisbrücke. Der Fluss erreicht die Peel Plains und mündet schließlich bei Nagwichoo tshik in den Mackenzie River im Mackenzie-Delta. Nagwichoo bedeutet „weites Land“, tshik bedeutet „Mund des“. Dieser Platz bezeichnet den Ort einen alten Dorfes, das im frühen 20. Jahrhundert entstand, als der Fang von Bisamratten lukrativ wurde. Es gab eine Zeit, da verbrachten vierzig Familien ein Teil des Jahres hier mit Fischen, Fallenstellen und Elchjagd. Heute lebt nur noch eine Person zeitweise hier.
Bei Erreichen des Mackenzie-Deltas spalten sich mehrere Seitenarme linksseitig vom Hauptarm des Peel River, welcher direkt in den Hauptfluss des Mackenzie River mündet, ab. In einen dieser Flussarme mündet der Rat River, welcher einen Teil der Richardson Mountains entwässert. Die Nebenmündungsarme des Peel River treffen erst bei Aklavik auf einen Mündungsarm des Mackenzie River.

## Hydrometrie
Bei Flusskilometer 66, 20 km oberhalb von Fort McPherson,  befindet sich ein Abflusspegel (⊙). Das zugehörige Einzugsgebiet umfasst 70.600 km². Der gemessene mittlere Abfluss (MQ) beträgt 695 m³/s (1969–2018).
Im folgenden Schaubild werden die mittleren monatlichen Abflüsse des Peel River für die Messperiode 1969–2018 am Pegel 10MC002 in m³/s dargestellt.

## Flora
Die häufigsten Baumarten sind Schwarz-Fichte, Weiß-Fichte, Westliche Balsam-Pappel, Espe, Lärche, Erle und Weide.

## Fauna
An einheimischen Wildtieren sind Elch, Schwarzbär, Grizzlybär, Wolf, Biber, Bisamratte und eine große Zahl kleiner Tiere und Vögel anzutreffen.

## Tourismus
Der Peel River mit seinen beiden Quellflüssen – Ogilvie River und Blackstone River – sowie den vier größeren rechten Nebenflüssen Hart River, Wind River, Bonnet Plume River und Snake River ist ein beliebtes Ziel für mehrwöchige Kanutouren.